# Nina Dyer
Nina Dyer, née Nina Sheila Dyer le 15 février 1930 à Ceylan et morte le 3 juillet 1965 à Garches, dans les Hauts-de-Seine, est un mannequin de nationalité britannique d'origine anglo-indienne. Mariée successivement à deux des hommes les plus fortunés de son temps, elle est connue par ses excentricités, sa collection de bijoux et sa fin tragique.

## Premières années
Fille présumée de Stanley Dyer, propriétaire de plantations de thé, et d'une mère indienne, Nina Sheila Dyer est élevée dans l'île de Ceylan, actuel Sri Lanka. À l'approche de sa vingtième année, elle se rend en Grande-Bretagne suivre des cours d'art dramatique à Liverpool, puis  part tenter sa chance dans le milieu du mannequinat à Londres. Elle s'installe dans un petit appartement de l'élégant quartier de South Kensington.
Insatisfaite des propositions faites par les couturiers anglais, elle quitte Londres pour Paris où elle est engagée par Pierre Balmain dont elle devient un mannequin vedette et sera plus tard la cliente fidèle,.
Dès 1950, elle est remarquée parmi les invités des cercles mondains, notamment sur la Riviera française où elle apparaît dans de nombreuses fêtes à bord de yachts ou dans les villas de la cafe society. Entretenant l'exotisme et le mystère — ce dont rendent compte ses portraits d'époque, parmi lesquels ceux d'Harcourt — elle pénètre rapidement les cercles de la haute société internationale. En 1953, elle y rencontre le baron Hans Heinrich von Thyssen Bornemisza, dit « Heini », avec lequel elle engage une liaison.

## Mariages
À cette date, le baron von Thyssen, 32 ans, milliardaire et grand collectionneur, est marié avec la princesse Theresa de Lippe et père de famille. Il couvre sa jeune maîtresse de 23 ans de cadeaux extravagants. Le jour de la Saint-Valentin, il lui offre une île jamaïcaine, Pellew Island , où elle fait construire une cabane de bambous et provoque, à l'époque, un scandale en se baignant nue. La presse note qu'elle reçoit également un des quatre seuls manteaux de chinchilla sauvage existant au monde, deux voitures de sport aux clés de contact plaquées or et deux panthères noires qui la suivent dès lors partout, multipliant les dégâts dans les suites d'hôtel qu'elle occupe. Enfin, « Heini » consacre 400 millions de francs 1953 à lui offrir des bijoux qui vont constituer le noyau d'une collection renommée.
Très épris, Thyssen Bornemisza finit par divorcer de sa première femme et épouse enfin Nina Dyer en 1954. Après trois mois de mariage, il lui apparaît cependant que sa jeune épouse le trompe depuis longtemps avec un acteur français, Christian Marquand. Le baron se bat à coups de poing avec son rival dans un night club parisien et engage une procédure de divorce. Ce dernier sera prononcé le 4 juillet 1956. À cette occasion, Thyssen Bornemisza — auquel la prestation compensatoire coûte un million de dollars de l'époque et la propriété d'un château en France — déclare son intention « de rester célibataire pendant un certain temps ».
Ce n'est pas le cas de Nina Dyer qui, un an plus tard, le 27 août 1957, convole en secondes noces au château de Bellerive, en Suisse, avec le prince ismaélien Sadruddin Aga Khan. Avant la cérémonie, la fiancée se convertit à l'islam, prenant le nom de Shirin, « douceur ». Le mariage dure assez longtemps pour que la bégum Shirin soit une nouvelle fois couverte de cadeaux et de bijoux, notamment une parure célèbre « aux panthères » de la maison Cartier. Le prince Sadruddin agrandit également le domaine foncier de sa femme : il lui offre Tiamo (« je t'aime » en italien), île jamaïcaine voisine de Pellew Island, dont elle fait son garage à bateau. Le couple se sépare cependant trois ans après le mariage, en 1960, et le divorce est prononcé le 22 juin 1962.
De ses deux mariages successifs, Nina Dyer n'a pas d'enfant.

## La collection de bijoux
Hans Nadelhoffer, Cartier, p. 334, Chronicle Books, 2007,  (ISBN 978-0-8118-6099-4)

## Dépression et suicide
« Les gens m'ont qualifiée d'intrigante mais rien n'est plus loin de la vérité. La chance m'est tombée dessus sans que je fasse quoi que ce soit, cela a été ainsi depuis mon enfance. Il est simplement arrivé que les grandes choses de la vie sont devenues mon quotidien.»

## Témoignages photographiques
- Portrait de Nina Dyer, studio Harcourt, 1951 (fonds Médiathèque de l'architecture et du patrimoine) voir en ligne (page consultée le 17 octobre 2010)
- Portrait de Nina Dyer en tenue de pêche, Slim Aarons, septembre 1957 voir en ligne (page consultée le 17 octobre 2010)
- Nina Dyer et le prince Sadruddin Aga Khan au château de Bellerive, Suisse, cliché de presse non daté voir en ligne (page consultée le 17 octobre 2010)
- Mariage de Nina Dyer et du prince Sadruddin Aga Khan, cliché de presse, 27 août 1957 voir en ligne (page consultée le 17 octobre 2010)
- Le prince Sadruddin et sa femme la princesse Shirin Aga Khan (Nina Dyer), cliché de presse non daté voir en ligne (page consultée le 17 octobre 2010)